# Бун Ум
Принц Бун Ум На Тямпасак (лаос. ບຸນອຸ້ມ ນະ ຈຳປາສັກ; 2 грудня 1912 — 17 березня 1980) — лаоський державний діяч, член королівської родини (син короля Ратсаданая), двічі очолював уряд Лаосу.

## Біографія
Був старшим сином короля Тямпасаку Ратсаданая від його четвертої дружини Судхі Сарамуні. Освіту здобував у В'єнтьяні. Одружився 1943 року, в тому шлюбі народились шість синів і три дочки.
1946 року після смерті батька став головою королівської родини, у той же час він відмовився від своїх претензій на престол заради створення єдиного королівства Лаос. 1947 року Бун Ум очолив Королівську раду. 1949 року отримав посаду генерал-інспектора королівства.
Симпатизуючи французам у Лаосі, Бун Ум на чолі 15-тисячного війська боровся проти японців та Лао Іссара на півдні країни. Як лідер роялістської фракції за результатами одностайного голосування в Національній асамблеї він ставав на чолі уряду Лаосу від 1949 до 1950 та від 1960 до 1962 року.
Пішовши з політики, зосередився на своїх бізнесових інтересах, базуючись у містах Паксе та Тямпасак. Разом з тим, він залишався одним з найвпливовіших політиків країни, допоки не виїхав у вигнання після приходу до влади комуністичної сили Патет Лао.
1975 року він вирушив до Франції на лікування й до Лаосу більше не повернувся. Помер 1980 року в Булонь-Біянкур та був похований на цвинтарі Тріво у Медоні. 2013 року поряд із ним поховали його дружину, принцесу Буапхан.